# Brücke des Friedens
Brücke des Friedens werden zwei Brückenbauwerke genannt, die in Magdeburg als Teil des Nordbrückenzuges die Alte Elbe überspannen und unter anderem die Bundesstraße 1 überführen.
Die südliche Brücke wurde erstmals 1902 in Betrieb genommen. Die heutige Konstruktion stammt aus dem Jahr 1997 und dient mit zwei Fahrstreifen dem Kraftfahrzeugverkehr Richtung Osten. Außerdem werden eine zweigleisige Straßenbahnstrecke sowie ein Radweg und beidseitige Gehwege überführt. Die nördliche Brücke entstand 1996 als Spannbetonbrücke für zwei Fahrstreifen des Kraftfahrzeugverkehrs Richtung Westen sowie zwei Gehwege und einen Radstreifen.

## Südliche Brücke des Friedens

### Herrenkrugbrücke 1902
Der stark wachsende Verkehr über die Strombrücke führte Anfang des 20. Jahrhunderts, nach mehreren Variantenuntersuchungen, zum Bau von zwei weiteren Elbübergangen in Magdeburg. Dies waren die Südbrücke und der Nordbrückenzug, bestehend aus der Nordbrücke über die Stromelbe und der Herrenkrugbrücke über die Alte Elbe.
Am 15. April 1901 begannen die Bauarbeiten. Aufgrund unzureichender finanzieller Mittel wurde die Brücke in Holz und 28 m stromaufwärts, außerhalb der Achse der Nordbrücke, errichtet, um später ohne Behinderung des Verkehrs eine endgültige Brücke errichten zu können. Ab dem 15. Juli 1902 durfte das Bauwerk von Fußgängern benutzt werden. Es besaß eine 8 m breite Fahrbahn und beidseitig 2 m breite Gehwege. Die insgesamt rund 217 m lange Holzbrückenkonstruktion wies in der Mitte 11 Öffnungen von 16,5 m Länge auf sowie beidseitig je eine Randöffnung von 15,62 m Länge auf. Die Baukosten für das Bauwerk betrugen 240 Tausend Mark.

### Brücke der Magdeburger Pioniere 1934
Erst 1933 kam es schließlich zum Bau einer massiven Brücke. Die Stahlbalkenbrücke wies sieben Felder mit Stützweiten von bis zu 38 m auf. Am 1. Dezember 1934 wurde das Bauwerk als Brücke der Magdeburger Pioniere eingeweiht. Der Bildhauer Frank Mehnert schuf für die Brücke 1939 ein Pionierstandbild aus Kalkstein, für das Claus Schenk Graf von Stauffenberg Modell stand. Unbekannte zerstörten es 1942. Am 18. April 1945 sprengten deutsche Truppen die Brücke, in den Jahren 1947 bis 1950 folgte der Wiederaufbau. Am 19. Dezember 1950 wurde das Bauwerk als Brücke des Friedens dem Verkehr übergeben.

### Brücke des Friedens 1998

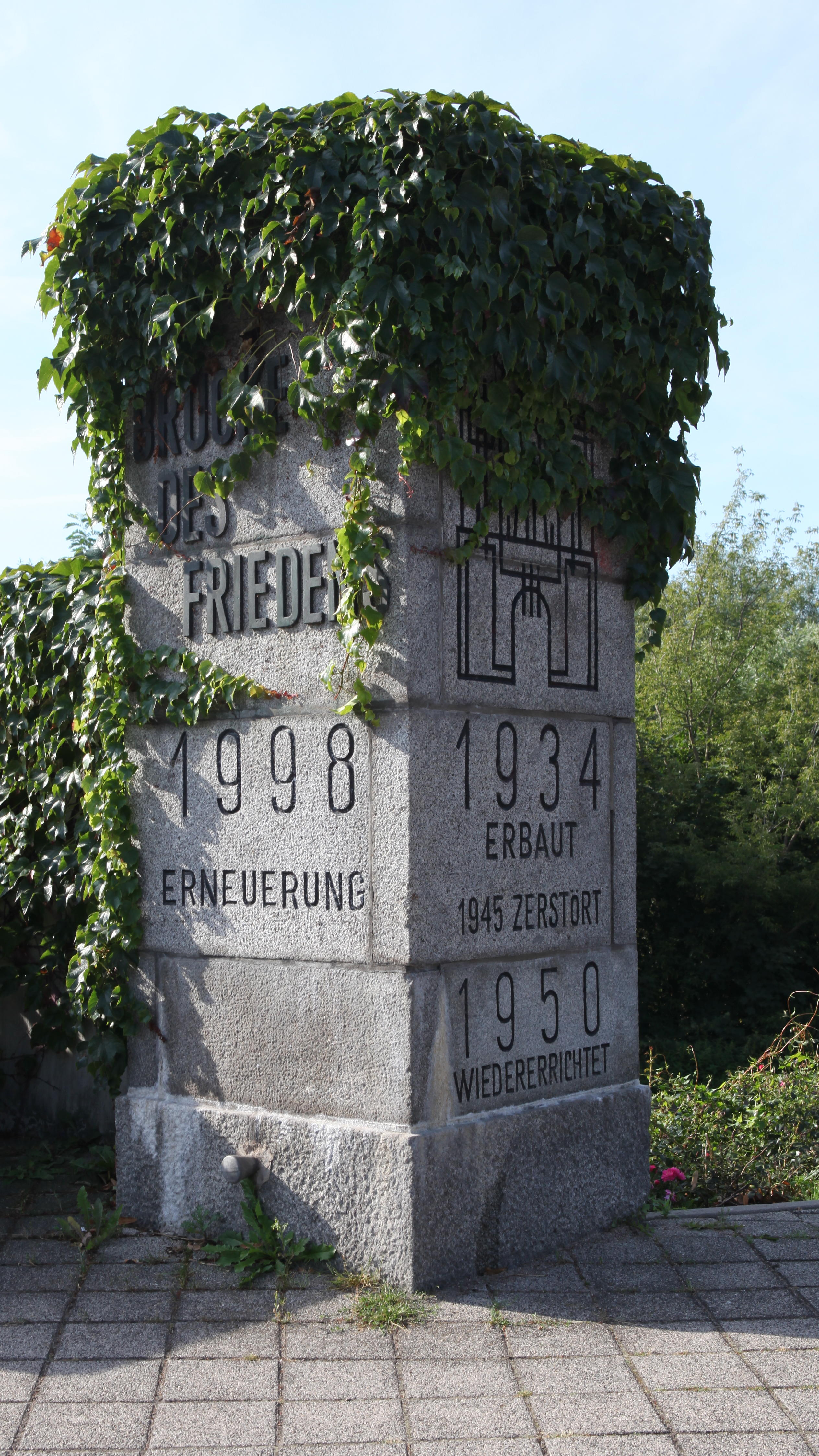
Gedenkstein am westlichen Brückenende

Nach der Fertigstellung des neuen, nördlichen Brückenbauwerkes erfuhr die Brücke von November 1996 bis Juni 1998 eine Generalinstandsetzung. Dabei wurde nach einer Sprengung der komplette Überbau ersetzt. Zusätzlich wurde die Tragfähigkeit der sechs Betonpfeilerfundamente zur Aufnahme erhöhter Verkehrslasten verstärkt. Die Brücke überführt nur noch den Straßenverkehr in Richtung Herrenkrug sowie in beiden Richtungen die Straßenbahnen der Linie 5.
Der insgesamt 23,7 m breite Überbau besteht aus einer Stahlverbundkonstruktion mit dem Durchlaufträger als Bauwerkssystem in Längsrichtung. Er ist durch eine Längsfuge in zwei Teile untergliedert. Der stromabwärts liegende Teil weist fünf Längsträger im Abstand von 2,0 m auf und überführt die Straßenbahnstrecke sowie einen Gehweg. Die andere Hälfte mit der zweistreifigen, 7,0 m breiten Fahrbahn sowie einem 4,5 m breiten Fuß- und Radweg wird von sechs Längsträgern, die im Abstand von 2,0 m angeordnet sind, getragen.

## Nördliche Brücke des Friedens

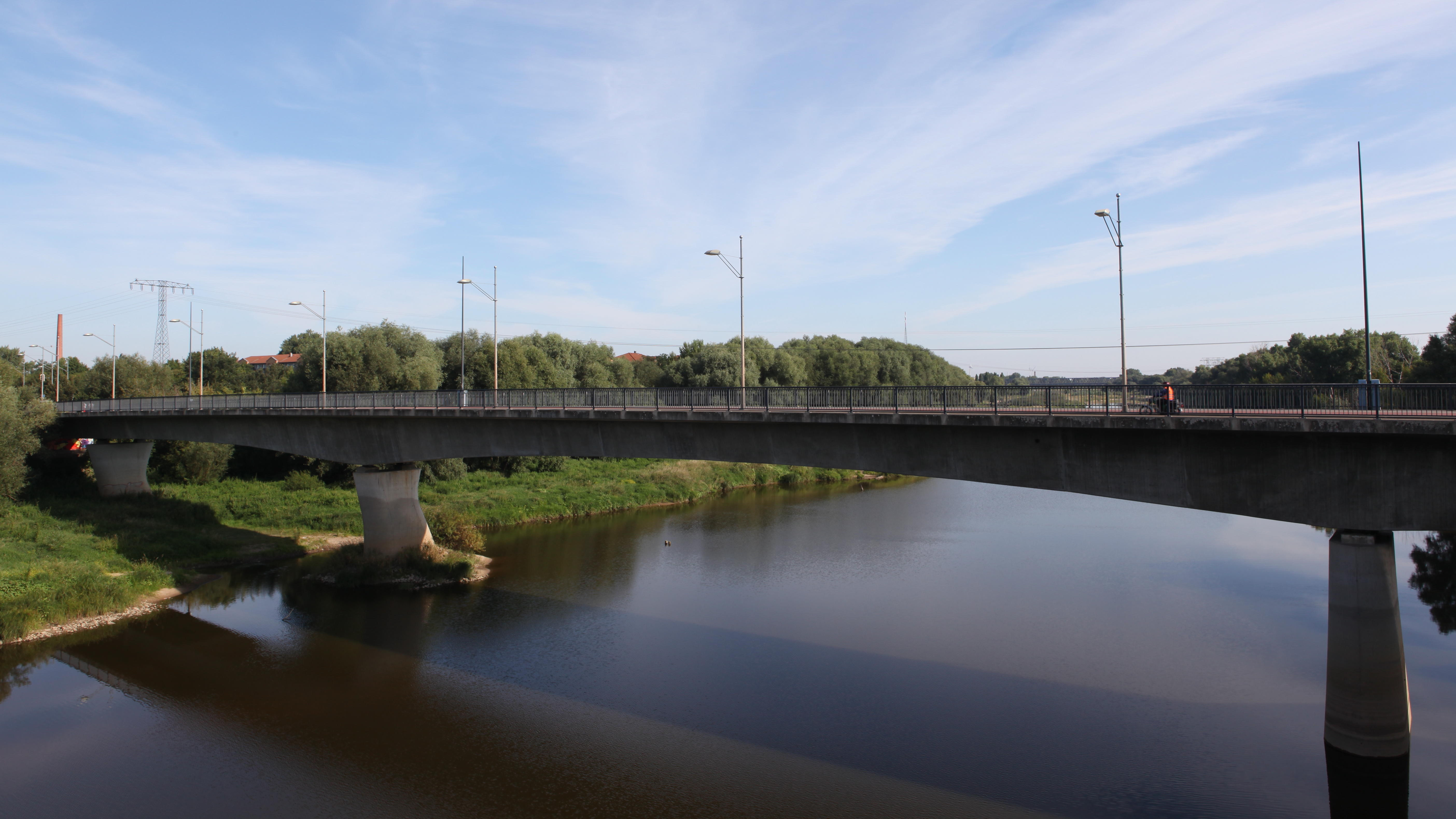
Nördliche Brücke

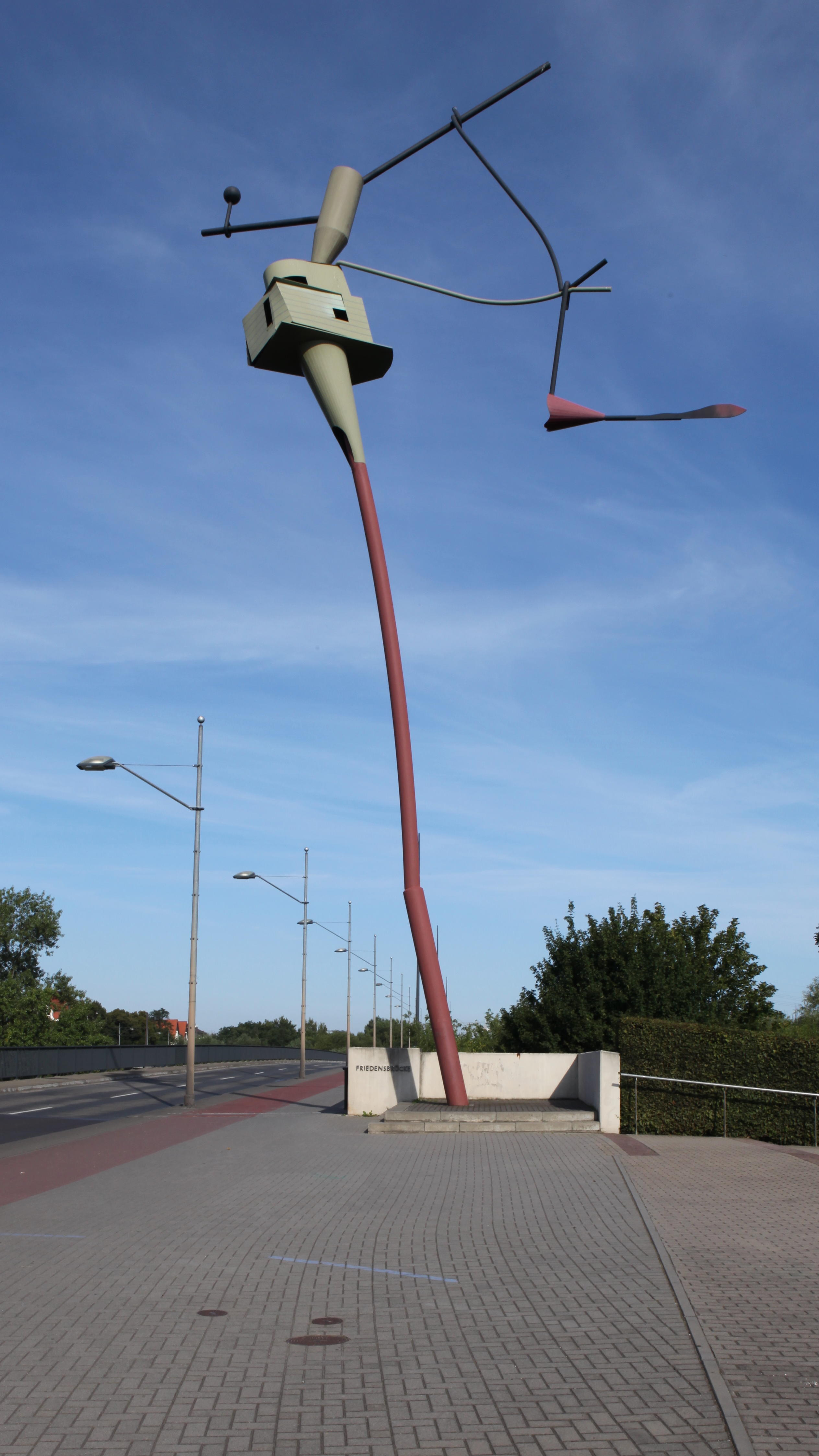
Skulptur „Daphne“ am östlichen Brückenende

Aufgrund des stark gewachsenen Straßenverkehrs begann 1994 40 m stromabwärts der Neubau einer weiteren Brücke über die Alte Elbe für den westlichen Richtungsverkehr. Die Brücke wurde im Herbst 1996 mit einer 6,5 m breiten Fahrbahn für zwei Fahrstreifen und einem 4,5 m breiten Geh- und Radweg sowie einem 1,75 m Gehweg dem Verkehr übergeben. An der Ostseite der nördlichen Friedensbrücke steht seit dem 1. Juni 2001 die Skulptur „Daphne“ des niederländischen Künstlers Auke de Vries.
Die vier Brückenpfeiler sind durch eine Unsymmetrie auffällig gestaltet. Sie stehen nicht in einer Flucht mit denen der südlichen Brücke.

### Konstruktion
Die Brücke weist in Längsrichtung den Durchlaufträger als Bauwerkssystem auf. Die Stützweiten betragen für die fünffeldrige Straßenüberführung 34 m bei den beiden Endfeldern, 49,0 m bei den beidseitig folgenden ersten Innenfeldern sowie 64,0 m bei der mittleren Öffnung, was eine Gesamtstützweite von 230 m ergibt. 
In Querrichtung ist der 13,25 m breite Überbau als einzelliger Hohlkastenquerschnitt mit einer gevouteten Bauhöhe ausgebildet. In Feldmitte der Stromöffnung sowie den Randfeldern beträgt die Konstruktionshöhe 2,4 m, über den beiden inneren Pfeilern 3,9 m Die Vorspannung besteht in Längsrichtung und Querrichtung aus internen Spanngliedern. Die Herstellung der mittleren Öffnung erfolgte im Freivorbau, die restlichen Brückenfelder wurden abschnittsweise mit einem Lehrgerüst betoniert.